# Novosedly (Rybník nad Radbuzou)
Novosedly (deutsch Neubäu, auch: Neubau) ist eine Wüstung in der Gemeinde Rybník nad Radbuzou (deutsch Waier) im westböhmischen Okres Domažlice in Tschechien.

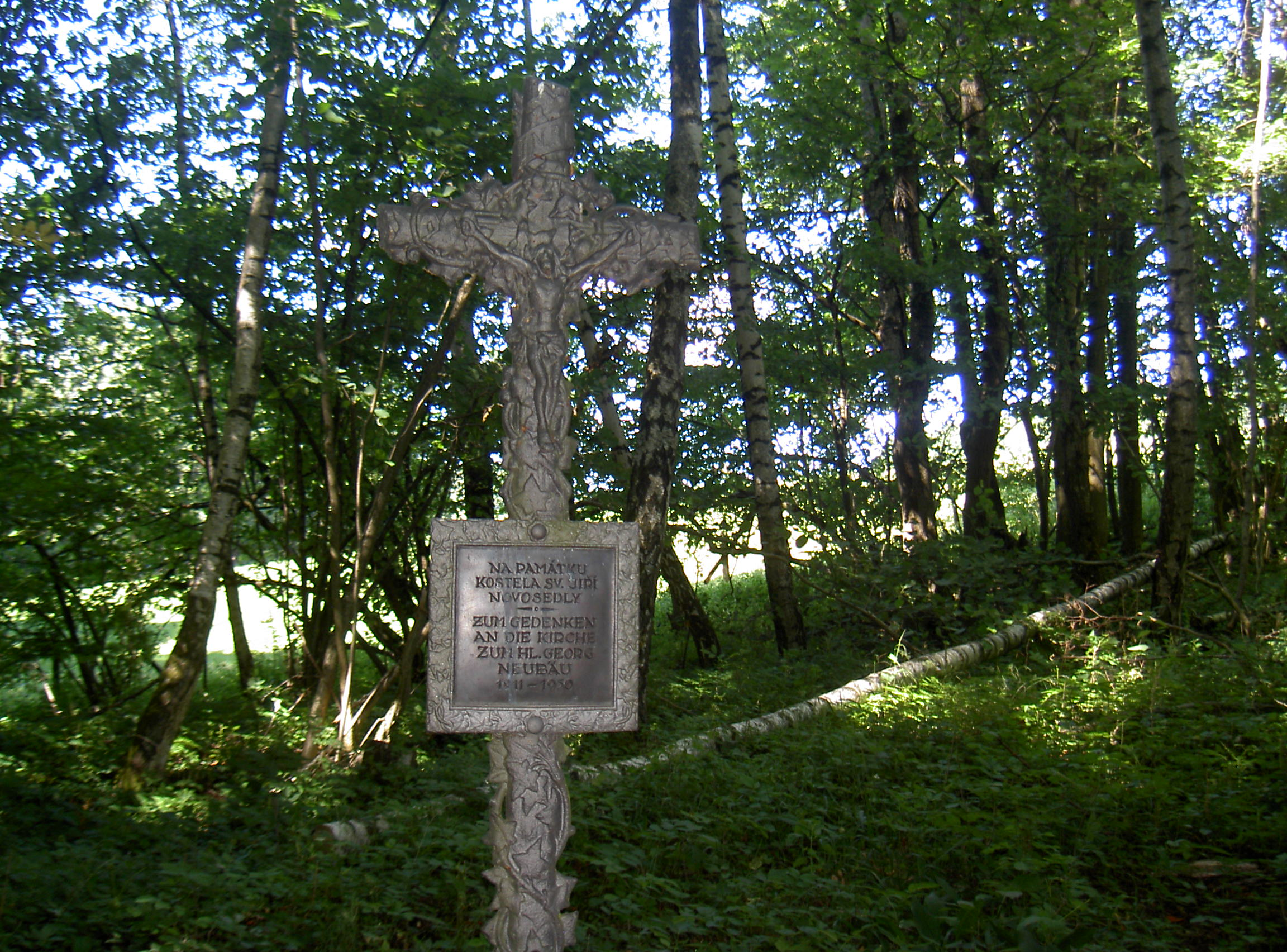
Novosedly – Neubäu, Gedenkkreuz auf dem Platz der Georgskirche

## Geographie
Neubäu lag etwa 4 km nördlich von Waier, 800 m nordöstlich von Schwanenbrückl, 5 km westlich von Muttersdorf, 5,3 km südwestlich von Heiligenkreuz auf dem Ostufer der Radbuza 500 m vom Fluss entfernt. Nördlich von Neubäu erhebt sich die 706 m hohe Neubäu-Höhe.

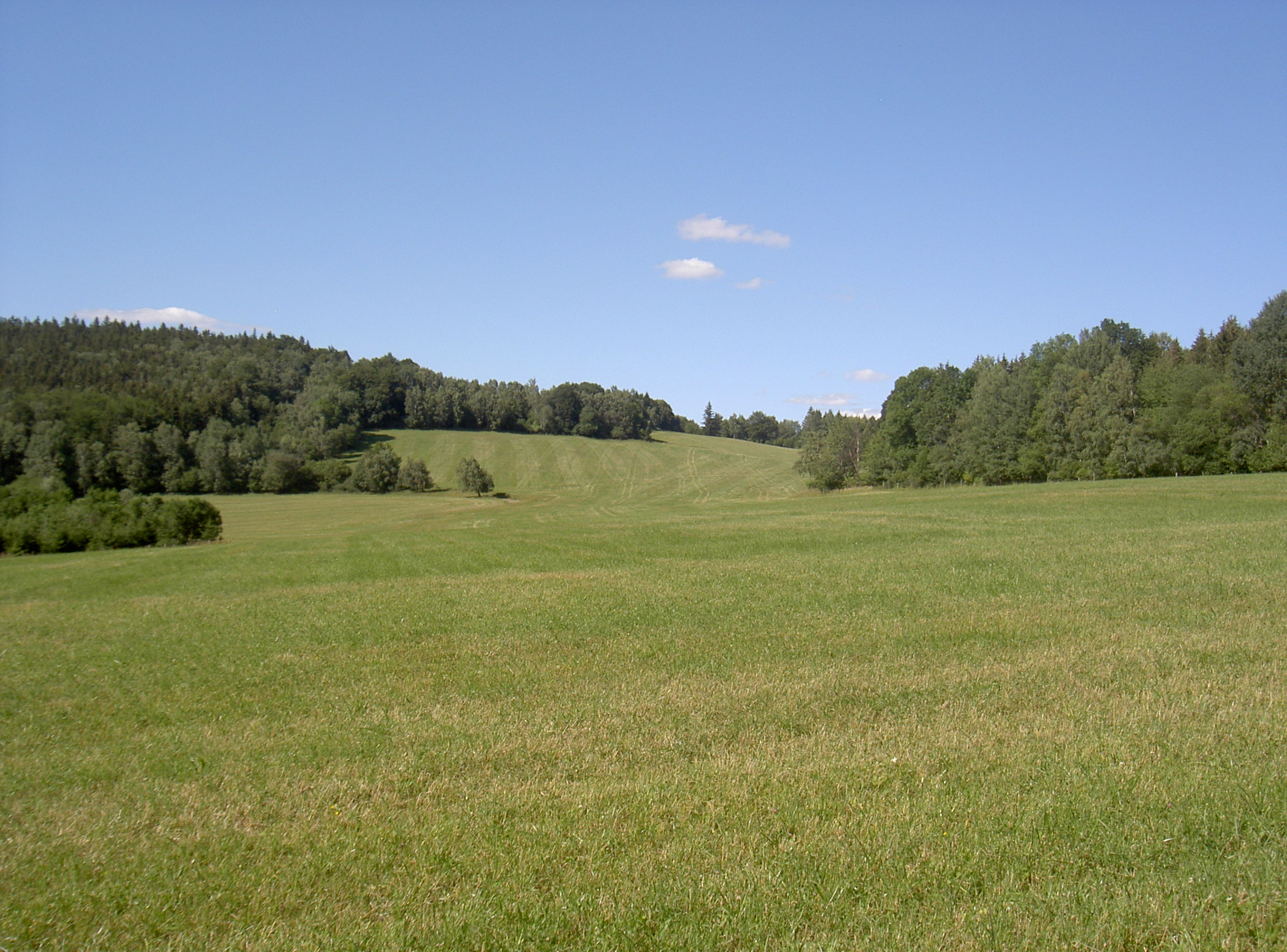
Neubäuhöhe oberhalb von Neubäu

## Geschichte
Der Ort Neubäu wurde 1596 erstmals schriftlich erwähnt.
Ursprünglich trug der Ort den Namen Hammersbrunn.
Nach den Pfarrbüchern war Neubäu seit 1629 nach Heiligenkreuz eingepfarrt.
In der Steuerrolle von 1654 standen für Neubäu die Familiennamen Rak, Gang, Adler, Kreman, Grim, Zeug, Liebl, Pfanner.
1656 gab es in Neubäu 8 Chalupner, 28 Gespanne, 13 Kühe, 39 Stück Jungvieh und 36 Schweine.
Im Jahr 1789 gehörte es zur Fideikommissherrschaft Heiligenkreuz und bildete zusammen mit Fuchsberg eine Gemeinde.
Neubäu hatte 1839 24 Häuser und 171 Einwohner.
1913 hatte Neubäu 33 Häuser und 262 Einwohner und eine einklassige Schule mit 63 Kindern, die zunächst Expositur zu Schwanenbrückl war.
Am 15. Juni 1913 wurde in Neubäu das neu erbaute Kirchlein durch Kanonikus Pöhnl eingeweiht.
Der Kaiser hatte zum Bau 400 Kronen gespendet und Baron Kotz hatte das gesamte Bauholz kostenlos zur Verfügung gestellt.
1930 gab es in Neubäu 42 Häuser und 298 Deutsche.
Die Neumühle, unterhalb von Neubäu direkt am Flussufer, gehörte zu Neubäu.

## Söhne und Töchter des Ortes
- Waldemar Nowey (* 1927), deutscher Pädagoge und Autor